# 1173 Anchises
1173 Anchises é um asteroide troiano de Júpiter. Foi descoberto em 17 de outubro de 1930 por Karl Wilhelm Reinmuth.